# Mary T. Meagher
Mary Terstegge Meagher (Louisville, Kentucky, 27. listopada 1964.) je umirovljena američka plivačica.
Trostruka je olimpijska pobjednica i dvostruka svjetska prvakinja u plivanju.
Godine 1993. primljena je u Kuću slavnih vodenih sportova.